# Розвідка (селище)
Розві́дка (рос. Разведка) — селище у складі Домбаровського району Оренбурзької області, Росія.

## Населення
Населення — 31 особа (2010; 56 у 2002).
Національний склад (станом на 2002 рік):
- росіяни — 66 %